# Kommuneskat
Kommuneskatten er i Danmark den del af den personlige indkomstskat, der dækker den kommunale service.
Hvor meget man skal betale i kommuneskat samt til hvilken kommune afhænger af hvilken kommune man var bosiddende i pr. 5. september året forinden.
Den enkelte kommune fastsætter selv sin kommuneskat (dog typisk inden for rammer forhandlet mellem KL og Finansministeriet). Den gennemsnitlige kommuneskat er 24,9 % (2016).
Kommuneskatten beregnes med kommunens procentsats af sin skattepligtige indkomst i skatteåret.

## De 10 kommuner med laveste skatteprocent i Danmark
| Ishøj          | 22,5 % |
| Frederiksberg  | 22,8 % |
| Gentofte       | 22,8 % |
| Hørsholm       | 23,2 % |
| Tårnby         | 23,3 % |
| Vejle          | 23,4 % |
| Glostrup       | 23,7 % |
| Herlev         | 23,7 % |
| Lyngby-Taarbæk | 23,7 % |
| København      | 23,8 % |

## De 11 kommuner med højeste skatteprocent i Danmark
| Langeland       | 27,8 % |
| Lolland         | 27,0 % |
| Vesthimmerlands | 27,0 % |
| Brønderslev     | 26,9 % |
| Svendborg       | 26,8 % |
| Ringsted        | 26,7 % |
| Odsherred       | 26,6 % |
| Nyborg          | 26,4 % |
| Sorø            | 26,4 % |
| Guldborgsund    | 26,3 % |
| Haderslev       | 26,3 % |